# Ferran Agulló i Vidal

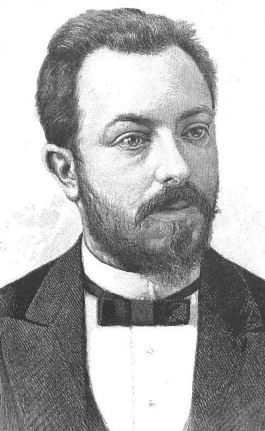
Ferran Agulló i Vidal (1893)

Ferran Agulló i Vidal (* 12. September 1863 in Girona; † 2. Juli 1933 in Santa Coloma de Farners) war ein katalanischer Dichter und Journalist.

## Leben und Werk
Ferran Agulló schloss ein Jurastudium in Barcelona ab, arbeitete aber in seinem Leben nie als Jurist. 1883 nahm er erstmals an den Jocs Florals von Barcelona teil. 1893 wurde er zum „Mestre en gai saber“, zum „Meister der fröhlichen Wissenschaft“ ernannt, da er dreimal hintereinander einen Preis bei diesem Dichterwettbewerb erringen konnte. 1932 wirkte er als Präsident dieses Wettbewerbes. Getreu der Konvention der Jocs Florals veröffentlichte Ferran Agulló Dichtungen wie Poesies (1886, Poesie), Llibre de versos (1905, Versbuch), De tot temps. Poesies (1918, Für alle Zeiten), Corrandes (1880–1924) (1924, Moritaten (1880–1924)) und Ponentines (1925, Westwind). Er schrieb auch Theaterstücke, unter denen Lo sometent de Girona (1895, Die Bürgerwehr von Girona) und La farola (1925, Der Leuchtturm) besonders hervorstechen. Er nahm als Schauspieler an den Uraufführungen von Gal·la Placídia und Judit de Welp von Àngel Guimerà teil. Er wirkte als Theaterkritiker im Umfeld der katalanischen Renaixença und kämpfte künstlerisch an der Seite von Àngel Guimerà gegen veralternde Theateransätze von Frederic Soler (Pseudonym Serafí Pitarra).
Er wirkte in der Presse intensiv für die katalanische Kultur und Sprache. Insbesondere wirkte er über 32 Jahre als Journalist bei La Veu de Catalunya (Die Stimme Kataloniens), wo er unter dem Pseudonym „Pol“ bekannt wurde. Er leitete die Zeitschrift L’Atlàntida und ab 1900 den Diario del Comercio.
In einem Artikel vom 12. September 1908 in der Zeitschrift La Veu de Catalunya prägte Ferran Agulló den Namen „Costa Brava“ für den spanischen Mittelmeer-Küstenabschnitt von der französisch-spanischen Grenze bis nach Blanes. Dieser Artikel findet sich ebenfalls im Agulló-Sammelband Marines von 1917. Er war auch der Autor des Buches Llibre de la cuina catalana (Buch der katalanischen Küche). Er beteiligte sich politisch als Vertrauensmann von Francesc Cambó und wirkte als Generalsekretär der Liga der katalanischen Regionalisten (Lliga Regionalista de Catalunya).